# ATP Challenger Tour
L'ATP Challenger Tour (anciennement ATP Challenger Series) est une série de tournois de tennis professionnels masculins créée en 1978.
Dans la hiérarchie des tournois masculins, ils constituent la seconde division du circuit professionnel, se situant entre l'ATP Tour géré par l'ATP et les tournois Futures organisés par la Fédération internationale de tennis.

Logo de l'ATP Challenger Tour jusqu'en 2018

## Historique
En 1978, la saison inaugurale de ce circuit, nommé ATP Challenger Series, se compose de 18 épreuves, dont une grande majorité (14) aux États-Unis avec une dotation unique de 25 000 $. Les quatre autres pays à être visités sont l'Australie (à Hobart), la Nouvelle-Zélande (Auckland), Israël (Tel Aviv) et le Japon (Kyoto). Cependant, le circuit s'internationalise rapidement et n'a cessé de croître pour dépasser en 1997 la centaine de tournois répartis dans une quarantaine de pays sur les cinq continents et des dotations qui peuvent atteindre 125 000 $.
En 2007, la société Tretorn devient fournisseur officiel des balles du circuit et le partenaire principal de plusieurs tournois qui forment le Tretorn SERIE+, une série de tournois (entre 10 et 20 par an) dont la dotation peut atteindre 150 000 $, hospitalité comprise (notée +H). Le circuit compte alors 170 épreuves inscrites à son calendrier. En 2009, le circuit change d'appellation pour prendre son nom actuel, ATP Challenger Tour.
En 2011, l'ATP introduit un nouveau tournoi de fin d'année, à l'image du Masters sur le circuit principal : l'ATP Challenger Tour Finals. Un classement des joueurs en fonction de leurs résultats dans les tournois Challenger est effectué en tenant compte des 10 meilleurs résultats (en points ATP récoltés) durant une année civile. À la fin de l'année, il permet de déterminer les joueurs qualifiés pour le tournoi. Un joueur doit avoir disputé au moins 8 tournois Challenger dans l'année pour figurer dans ce classement. Ce tournoi réunit les sept meilleurs joueurs sur le circuit Challenger ainsi qu'un invité. Il se déroule à São Paulo à partir de 2011 et a une dotation de 220 000 $, le vainqueur remportant 110 points au classement ATP. Le tournoi disparaît du calendrier à l'issue de la saison 2016.
En 2019, plusieurs modifications interviennent dans l'organisation du circuit Challenger. Tout d'abord, les tableaux passent de 32 à 48 participants et seuls quatre joueurs disputent les qualifications, permettant ainsi aux tournois d'être organisés sur une seule semaine. De plus, l'hospitalité (+H) est généralisée. Ce changement du nombre de participants se traduit par une légère hausse des dotations. Ce format ne dure pas longtemps puisqu'il est abandonné courant 2020.
Pour la saison 2023, l'ATP annonce de nouvelles modifications dans les catégories de tournois et une hausse généralisée des dotations. Ainsi, les catégories Challenger 90 et 110 sont supprimées et un format spécial Challenger 175 est créé pour trois tournois se déroulant pendant la deuxième semaine de Masters 1000. La dotation globale annoncée est de 21,1 millions de dollars.

## Acceptation
Les joueurs classés entre la 1re et la 10e place au classement ATP trois semaines avant le début d'un tournoi Challenger ne peuvent pas s'y inscrire. Les joueurs classés entre la 11e et la 50e place peuvent participer à un tournoi Challenger uniquement s'ils reçoivent une invitation et si le tournoi Challenger offre une dotation minimum de 50 000 $. Le nombre de wild cards qui leur sont attribuées est également limité en fonction de la dotation du tournoi et si un tournoi du circuit ATP est programmé la même semaine. Tous les autres joueurs sont libres de s'inscrire dans le tournoi de leur choix. 
Le circuit Challenger constitue le principal lieu d'évolution des joueurs classés dans le top 300 mondial. La limite d'acceptation directe pour le tableau principal d'un tournoi Challenger se situe généralement autour de la 250e place mais cela peut varier fortement d'une semaine et d'un tournoi à l'autre. Il n'est pas rare de voir des joueurs, en quête de points ATP, situés entre le 60e rang mondial et le top 100 intégrer les épreuves les plus dotées.

## Structure des tournois
La liste des tournois est susceptible d'évoluer chaque année en fonction des financements et de l'acceptation par l'ATP. Cependant, certaines épreuves ont traversé les décennies ou sont devenues au fil du temps des tournois ATP. Inversement, certains tournois ATP ayant perdu leur licence sont réapparus au niveau Challenger. Il n'est pas rare non plus de voir plusieurs épreuves organisées dans une même ville.
Les tournois les mieux dotés en 2022 (134 920 € ou 159 360 $) sont ceux de  Phoenix, Marbella, Mexico, Bordeaux, Forlì, Surbiton, Nottingham, Pérouse, Ilkley, Parme, Brunswick, Salzbourg, Zoug, Vancouver, Saint-Domingue, Szczecin, Gênes, Orléans et Busan.

### Primes et points
En 2024, les tournois Challenger offrent une dotation globale allant de 41 000 à 225 500 dollars ou de 36 900 à 205 000 euros. Les points ATP remportés par le vainqueur varient selon la catégorie du tournoi entre 50 et 175 points.
| Catégorie      | Dotation ($/€)         | Points ATP simple | Points ATP simple | Points ATP simple | Points ATP simple | Points ATP simple | Points ATP simple | Points ATP simple | Points ATP double | Points ATP double | Points ATP double | Points ATP double | Points ATP double |
| -------------- | ---------------------- | ----------------- | ----------------- | ----------------- | ----------------- | ----------------- | ----------------- | ----------------- | ----------------- | ----------------- | ----------------- | ----------------- | ----------------- |
| Catégorie      | Dotation ($/€)         | V                 | F                 | DF                | QF                | T2                | T1                | Q                 | V                 | F                 | DF                | QF                | T1                |
| Challenger 175 | 225 500 $ ou 205 000 € | 175               | 90                | 50                | 25                | 13                | 0                 | 6                 | 175               | 100               | 60                | 32                | 0                 |
| Challenger 125 | 164 000 $ ou 148 625 € | 125               | 64                | 35                | 16                | 8                 | 0                 | 5                 | 125               | 75                | 45                | 25                | 0                 |
| Challenger 100 | 133 250 $ ou 120 950 € | 100               | 50                | 25                | 14                | 7                 | 0                 | 4                 | 100               | 60                | 36                | 20                | 0                 |
| Challenger 75  | 82 000 $ ou 74 825 €   | 75                | 44                | 22                | 12                | 6                 | 0                 | 4                 | 75                | 50                | 30                | 16                | 0                 |
| Challenger 50  | 41 000 $ ou 36 900 €   | 50                | 25                | 14                | 8                 | 4                 | 0                 | 3                 | 50                | 30                | 17                | 9                 | 0                 |

À partir de 2019, tous les tournois offrent l'hospitalité (logement et restauration) aux joueurs pour la durée de la compétition (anciennement notée +H).

## Records
Mis à jour le 4 décembre 2022
- Record de titres en simple :

1. Lu Yen-hsun : 29
2. Dudi Sela : 23
3. Paolo Lorenzi : 21
4. Carlos Berlocq : 19
5. Go Soeda : 18

- Record de titres en double :

1. Sanchai Ratiwatana : 48
2. Sonchat Ratiwatana : 46
3. Igor Zelenay : 46
4. Mikhail Elgin : 38
5. Rik De Voest : 37

- Record de victoires en simple :

1. Rubén Ramírez Hidalgo : 423
2. Paolo Lorenzi : 421
3. Go Soeda : 409
4. Lu Yen-hsun : 369
5. Carlos Berlocq : 350

- Record de titres en une saison :
  - 8 : Tallon Griekspoor (2021)
  - 6 : Younès El Aynaoui (1998), Juan Ignacio Chela (2001), Facundo Bagnis (2016), Benjamin Bonzi et Sebastián Báez (2021)

- Record de victoires en une saison :
  - 57 : Carlos Berlocq (2010)
  - 52 : Jordan Thompson (2018)
  - 51 : Boris Pašanski (2005)

- Record de victoires consécutives :
  - 25 : Tallon Griekspoor (2021)
  - 24 : Juan Ignacio Chela (2001)

- Plus jeune vainqueur d'un tournoi :

1. Michael Chang, 15 ans et 7 mois (Las Vegas, 1987)
2. Richard Gasquet, 16 ans (Montauban, 2002)
3. Bernard Tomic, 16 ans et 4 mois (Melbourne, 2009)

- Plus jeune vainqueur d'un match :

1. Marcelo Saliola (en), 14 ans et 4 mois (São Paulo, 1988)
2. Félix Auger-Aliassime, 14 ans et 11 mois (Granby, 2015)[6]
3. Rafael Nadal, 15 ans et 3 mois (Séville, 2001)[7]

- Records divers :
  - Plus vieux vainqueur d'un tournoi : Ivo Karlović, 39 ans et 7 mois (Calgary, 2018)[8]
  - Vainqueur le plus mal classé : Kei Nishikori, non-classé (Palmas del Mar, 2023)[9], Dominic Stricker, 874e (Lugano, 2021)
  - Vainqueur le mieux classé : Joachim Johansson, 12e (Luxembourg, 2004)
  - Joueur le plus titré dans un même tournoi : Lee Hyung-taik, 7 titres à Séoul